# Ludwig von Wittich

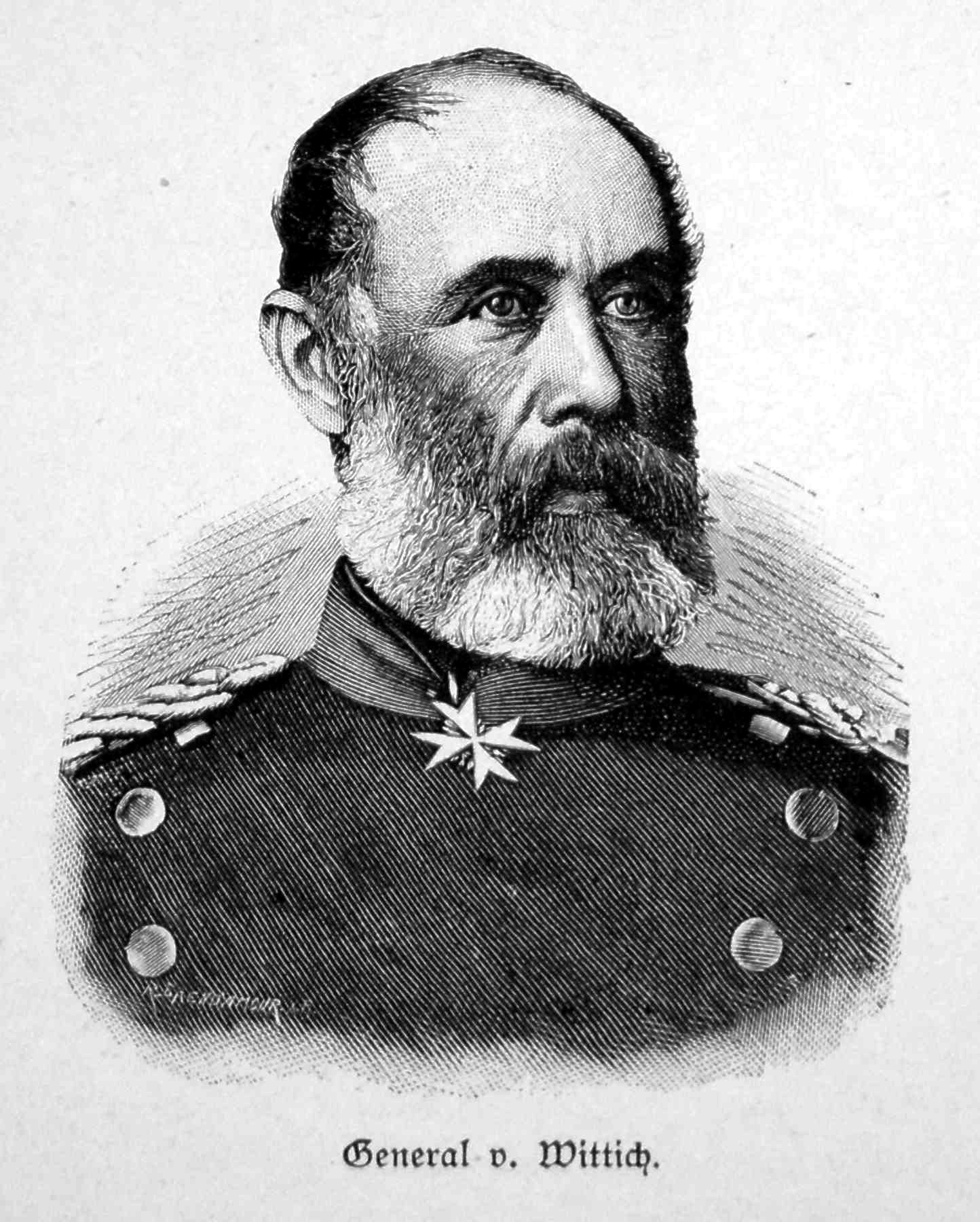
Ludwig von Wittich

Friedrich Wilhelm Ludwig von Wittich (15 tháng 10 năm 1818 tại Münster – 2 tháng 10 năm 1884 tại điền trang Siede của mình ở miền Neumark) là một sĩ quan quân đội Phổ – Đức, đã được thăng tới cấp bậc Trung tướng, và là một đại biểu Quốc hội Đế quốc Đức (Reichstag). Ông đã tham chiến trong cuộc Chiến tranh Áo-Phổ (1866) và cuộc Chiến tranh Pháp-Đức (1870 – 1871).

## Tiểu sử
Wittich đã học tập trong đội thiếu sinh quân và vào năm 1835 ông nhập ngũ trong quân đội Phổ với quân hàm thiếu úy. Sau đó, ông được bổ nhiệm làm sĩ quan phụ tá trong Sư đoàn số 2 vào năm 1844 rồi trong Bộ Tổng chỉ huy của Quân đoàn V vào năm 1852. Vào năm 1857, ông được thăng cấp Thiếu tá và được thuyên chuyển sang Bộ Tham mưu của Sư đoàn số 9; năm 1861, ông gia nhập Bộ tham mưu của Quân đoàn V.
Vào năm 1863, Wittich là Tham mưu trưởng của Quân đoàn II, và vào năm 1864 ông giữ chức vụ này trong Quân đoàn IV. Ông đã được thăng quân hàm Đại tá và thực hiện xuất sắc trách nhiệm của mình trong cuộc Chiến tranh Áo-Phổ năm 1866, nhờ đó ông được tặng thưởng Huân chương Quân công. Vào năm 1868, ông được lên cấp bậc Thiếu tướng và Tư lệnh của Trung đoàn Bộ binh số 49 (số 1 Đại Công quốc Hessen), và sau khi cuộc Chiến tranh Pháp-Đức bùng nổ vào năm 1870, ông đã chỉ huy trung đoàn này tham chiến trong các trận đánh lớn ở Vionville, Gravelotte-St. Privat và Noisseville. Vào ngày 22 tháng 9 năm 1870, được phong cấp Trung tướng, ông nhậm chức Tư lệnh của Sư đoàn số 22, và chỉ huy sư đoàn của mình tham gia trong các chiến dịch lâu dài và khốc liệt trên sông Loire và ở phía trước Le Mans kể từ tháng 10 năm 1870 cho đến tháng 1 năm 1871, chống lại các đạo quân của nền Cộng hòa Pháp non trẻ. Trong diễn tiến của chiến dịch này, ông đã tham chiến dưới quyền viên tướng Bayern von der Tann trong trận Artenay vào ngày 10 tháng 10, trận Orléans vào ngày 11 tháng 10 và cuộc đánh chiếm Châteaudun vào ngày 18 tháng 10. Tại Châteaudun, 12.000 binh sĩ với pháo binh yểm trợ của ông đã đập tan cuộc kháng cự hết sức quyết liệt của 1.300 Vệ binh quốc gia và du kích franc-tireur của Pháp. Được nhìn nhận là một trong những vị tướng dữ tợn nhất của quân đội Phổ, ông được biết đến với biệt danh là "Tay đồ tể của Châteaudun". Vào ngày 21 tháng 10 năm 1870, ông đánh chiếm Chartres và chiến đấu dưới quyền Đại Công tước xứ Mecklenburg-Schwerin tại Loigny và Poupry vào ngày 2 tháng 12, tại Orléans từ ngày 3 cho đến ngày 4 tháng 12, và tại Beaugency từ ngày 8 cho đến ngày 10 tháng 12 (cả ba trận chiến này đều kết thúc với sự thất trận của quân Pháp). Sau đó, ông đã đóng một vai trò quan trọng đến những chiến thắng tại Le Mans (từ ngày 10 cho đến ngày 12 tháng 1) và tại Alençon vào ngày 15 tháng 1 năm 1871.
Cuối năm 1872, ông được lãnh chức Tư lệnh của Sư đoàn số 31, và vào năm 1873, ông giải ngũ. Vào năm 1889, để vinh danh ông, Trung đoàn Bộ binh "von Wittich" (số 3 Đại Công quốc Hessen) số 83 đã được đặt theo tên ông.
Kể từ năm 1879 cho đến năm 1881, Wittich là đại biểu Quốc hội của Đảng Bảo thủ Đức và Khu vực bầu cử Landsberg.
Ludwig von Wittich đã từ trần vào ngày 2 tháng 10 năm 1884 tại điền trang Siede của ông ở miền Altmark.

## Tác phẩm
- Aus meinem Tagebuch 1870-1871. (Kassel 1872)